# Кімберлі Барзола
Кімберлі Барзола — соціалістична художниця, феміністка та багатомовна організаторка з Сейлема, штат Массачусетс.

## Мистецтво

### Фрески
У 2019 році Барцола намалювала мурал, присвячений важкій праці латиноамериканських кавових фермерів у Челсі, штат Массачусетс
Виграла грант від міста Бостон, щоб зв'язати мешканців із природою та побудувати громаду за допомогою проєкту створення фресок у Східному Бостоні в рамках серії «Історії з саду».
У 2020 році Барзола написала фреску в Музеї міського мистецтва Пунто, на якій зображено Тупака Катарі та Бартоліну Сісу, двох корінних революціонерів, які боролися за свободу в Перу XVIII століття, звідки походить сім'я Барзоли.

### Естамп
У 2020 році твір Барзоли, Kawsachun Pachamama, було представлено на Міжнародній Виставці Антиімперіалістичних Плакатів.
У 2021 році Барзола була найнята для створення робіт, які втілюють екологічне піклування та соціальну справедливість для конференції «Живі ландшафти» в Бостонському університеті.
Її гравюра Тагрід аль-Бараві, що чинить опір під час протестів у Газі, була опублікована в The Palestine Poster Project Archives.
У січні 2022 року американська організація The People's Forum опублікувала міжнародну спільну виставку: Líneas Vitales / Vital Lines, на якій зібралися роботи кубинських і американських художників, щоб протестувати проти ембарго США щодо Куби. Було представлено роботу Барзоли, яка включала Че Гевару та черпала натхнення в соціалістичному майбутньому.
Барзола також співпрацювала з Народним форумом, створюючи роботи на підтримку звільнення Гаїті.
У лютому 2022 року гравюра Барзоли була опублікована в інтерв'ю Tricontinental з Ектором Бежаром.

## Організація

### Антифашизм і антимілітаризм

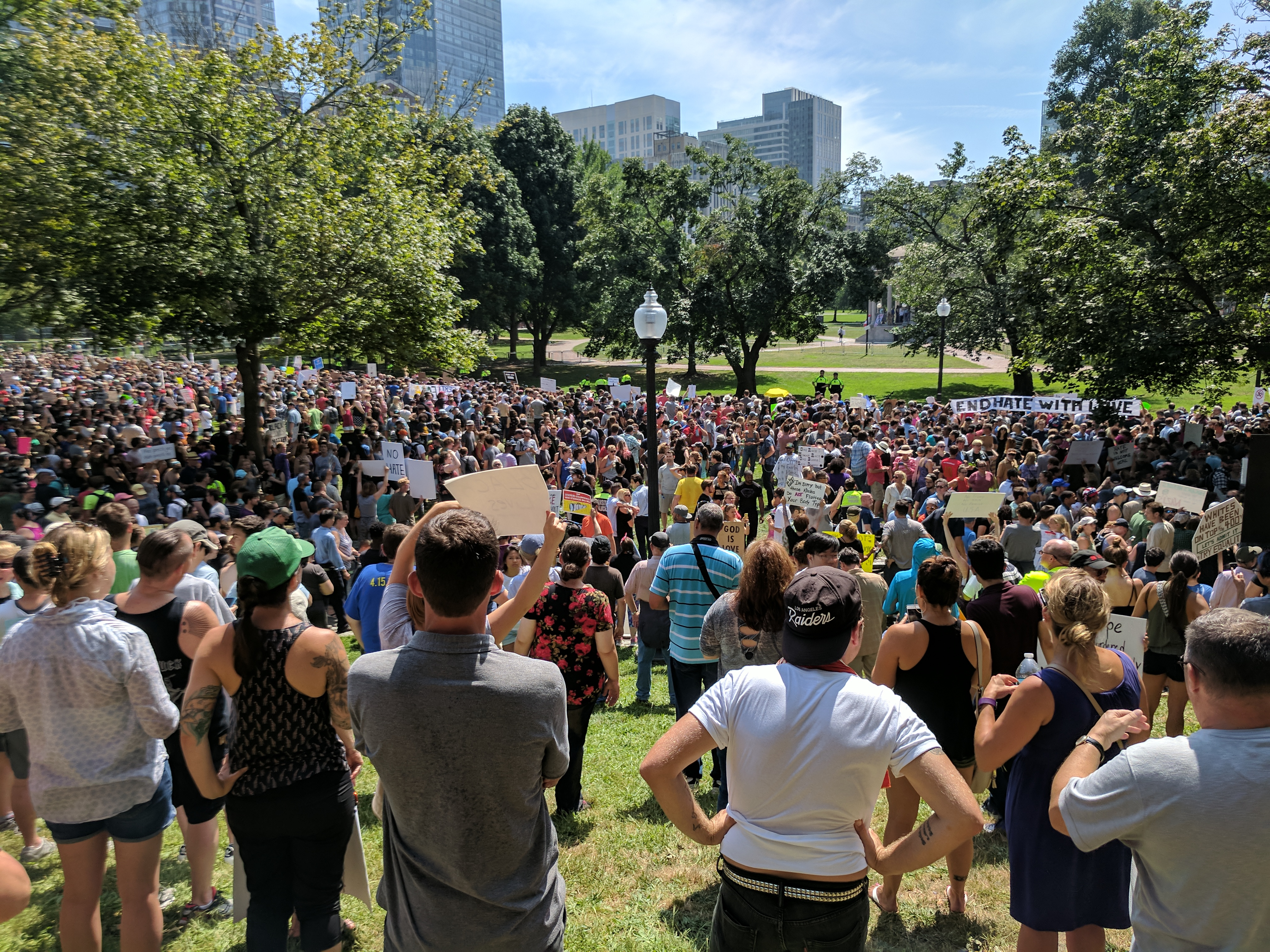
Частина натовпу під час контрпротесту 2017 року, організованого Барзолою в Бостоні.

19 серпня 2017 року близько 40 000 людей зібралися в Бостон-Коммон, щоб виступити проти білих расистів і фашистів, представивши себе як «Бостонську коаліцію свободи слова». Барзола була співорганізаторкою контрмітингу та говорила перед натовпом про важливість припинення мілітаризму США за кордоном.
Членкиня A.N.S.W.E.R. Барзола виступала на багатьох демонстраціях проти військового втручання. Вона протестувала та сфотографувала присутність колишнього держсекретаря Генрі Кіссінджера та Джеффрі Епштейна в Массачусетському технологічному інституті на знак солідарності зі студентами Массачусетського технологічного інституту проти війни.

### Права іммігрантів
Барзола часто об'єднує політику підтримки нелегальних іммігрантів.
У листопаді 2017 року Барзола, організаторка T Riders Union, виступала за збереження можливості оплати готівкою для малозабезпечених пасажирів та пасажирів-іммігрантів, імміграційний статус яких не дозволяє їм використовувати банківський рахунок або кредитну картку
Вона співорганізувала кампанію Justice4Siham на знак протесту проти депортації ICE матері-одиначки та організатора громади Сіхама Бія.

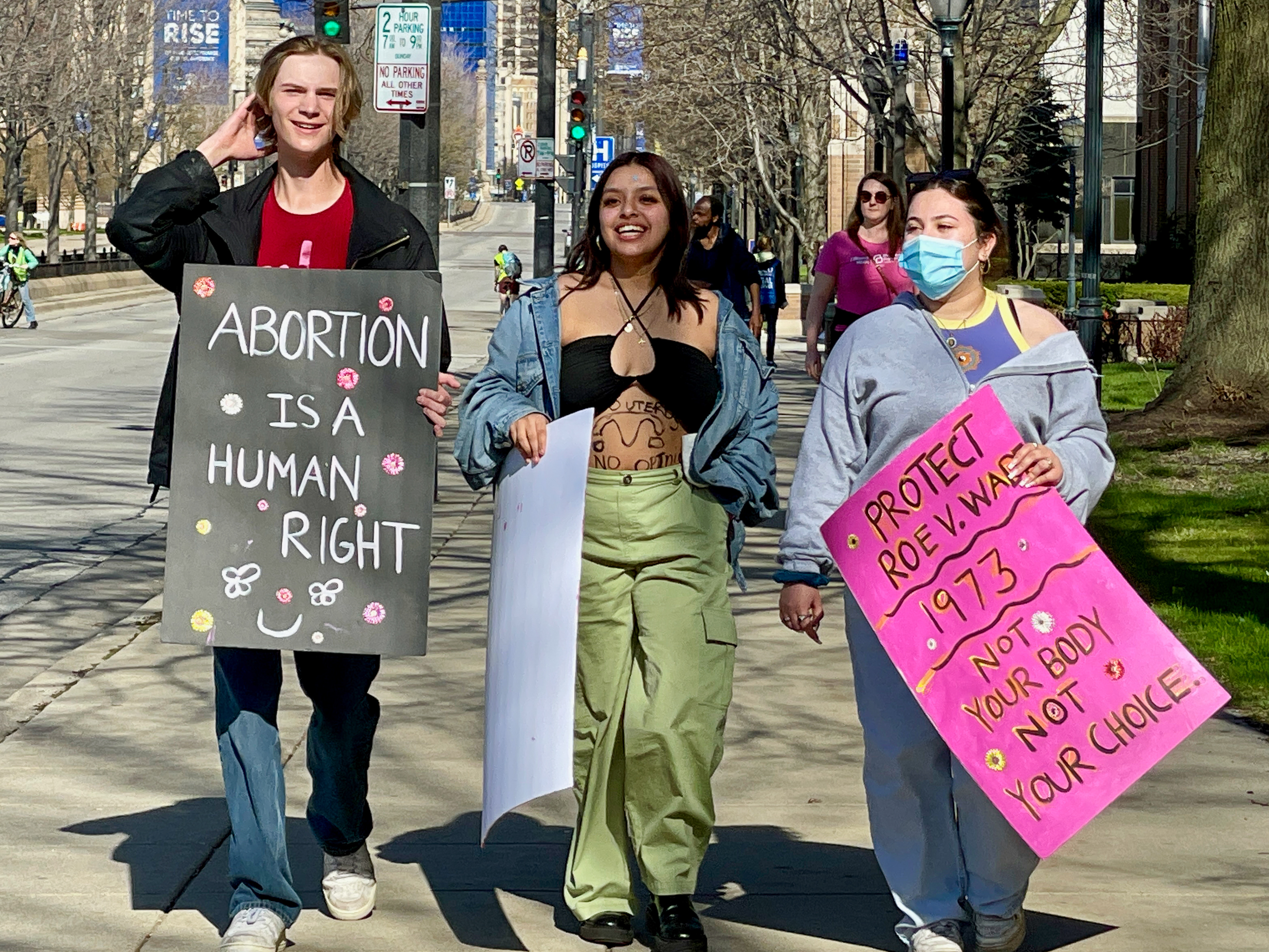
Люди збираються, щоб протестувати проти рішення Верховного суду від 2022 року скасувати справу Ро проти Вейда

### Палестинська свобода
У листопаді 2015 року Барзола була відсторонена від студентського самоврядування Бостонського університету разом із колегою Марвою Сайєд через звинувачення у недбалому виконанні своїх обов'язків. Деякі студенти виступили проти, вважаючи, що Барзола та Сайєд були покарані за підтримку та участь у «Студентах за справедливість у Палестині».

### Репродуктивна справедливість
У червні 2022 року, після рішення Верховного суду про скасування Ро проти Вейда, Барзола та її колеги-організаторки з Бостонського центру звільнення повели натовп із тисяч протестувальників вулицями Бостона до Палати штату Массачусетс. Звертаючись до натовпу, Барзола заявила: «Ми повертаємося до витоків цього руху, виходячи на вулиці, тому що ми знаємо, що єдиним способом, яким ми навіть отримали це право в 1973 році, була масова мобілізація.»

### Ресурси для чорних і коричневих людей
Після того, як колишню середню школу Барзоли, школу Натаніеля Боудіча, закрили через «недостатню успішність», вона написала листа, в якому критикувала відсутність фінансування школи, яка переважно обслуговувала учнів, класифікованих як «іспаномовних».
Барзола воювала разом із коаліцією «Я — Гаррієт», намагаючись врятувати будинок Гаррієт Табмен, який був громадським центром і одним із останніх представників чорношкірої громади в Саут-Енді. Пізніше будівлю було знесено, а землю продали забудовникам для створення розкішних кондомініумів.

## Особисте життя
Барзола народилася і виросла на північному узбережжі штату Массачусетс. Вона кечуанського походження.